# Gaston Ramon
Pour les articles homonymes, voir Ramon.
Gaston Ramon [ʁamɔ̃], né le 30 septembre 1886 à Bellechaume (Yonne) et mort le 8 juin 1963 à Paris, est un vétérinaire et biologiste français. Par un traitement chimique approprié, il est parvenu à rendre efficace le vaccin antidiphtérique.
Il fait quatre découvertes considérées comme majeures en ce qui concerne la vaccination. Ces dernières mettent en évidence les réactions de floculation, les anatoxines, les adjuvants de l’immunité et la vaccination associée.
Ses travaux l'ont mené à recevoir l'appui de 155 personnalités favorables à l'attribution d'un prix Nobel de physiologie ou de médecine, entre 1930 et 1953, sans jamais en être lauréat, ce qui est un record.

## Biographie
(décembre 2018).
Fils d'un boulanger, Gaston Ramon est scolarisé à l'école communale de Sens (Yonne) avant d'intégrer le lycée Stéphane Mallarmé. Il passe le concours des écoles vétérinaires en 1906. Son classement parmi les dix premiers lui permet de choisir l'École nationale vétérinaire d'Alfort d'où il  sort diplômé en 1910.
À l'issue de l'école d'Alfort, son maître, H. Vallée, le présente à Émile Roux qui l'affecte en qualité de vétérinaire au service de production des sérums, à l'annexe de Garches de l'Institut Pasteur. Il y travaille sous la direction du vétérinaire Alexis Prévôt. Il est chargé d'immuniser de très nombreux chevaux et de récolter des sérums antitétanique, antidiphtérique et antigangréneux, destinés au traitement de ces maladies. Il est employé à ce poste de 1911 à 1920 malgré son désir de partir au front pour la guerre de 1914-1918. Durant l'année 1915, Émile Roux lui demande de trouver un antiseptique propre à assurer, dans des conditions de guerre, une bonne conservation des immunosérums (les sérums souffrent de contaminations microbiennes dues à la récolte, la mise en flacons et aux mauvaises conditions de transport). Le choix du formol se révèlera excellent. La même année, il perfectionne sa technique bactériologique dans le laboratoire de Maurice Nicolle.
Dans sa vie personnelle, il fréquente la petite-nièce d'Émile Roux et épouse, en 1917, Marthe Moment, fille d'un pastorien mort de la morve. Trois ans plus tard, il obtient l'autorisation d'installer un petit laboratoire près de son logement de l'annexe de Garches (Institut Pasteur) avec l'autorisation d'Émile Roux et de Louis Martin.
En 1921, Gaston Ramon met au point un procédé de purification des sérums antitoxiques qui va rendre les accidents sériques moins fréquents et moins sévères. L'année suivante, lors d'expériences entreprises sur le poison diphtérique, Gaston Ramon observe la formation d'une précipitation au sein d'un mélange de toxine diphtérique et de son antitoxine. Il remarque que cette floculation se montre d'autant plus intense que le mélange de toxine et d'antitoxine se sont mutuellement saturées. Cette constatation sert de base à la méthode de dosage par floculation qui permet de titrer in vitro l'antitoxine diphtérique ce qui, auparavant, ne pouvait se faire que par l'épreuve in vivo, sur des animaux d'expériences. Ainsi, il démontre, en 1923, que la toxine diphtérique qui a subi l'action simultanée d'une petite quantité de formol et de la chaleur, se transforme en un dérivé inoffensif mais qui conserve intact son pouvoir vaccinant. Gaston Ramon lui donne le nom d'anatoxine diphtérique. Après quelques essais, la vaccination par l'anatoxine diphtérique entre dans la pratique. À la même époque, il indique que, d'après des principes identiques, la toxine tétanique peut, elle aussi, être transformée en anatoxine tétanique. Et un an plus tard, Gaston Ramon montre qu'à partir des venins peuvent être obtenus des anavenins.
De cette même année, 1924, il est lauréat du Prix Clotilde Liard décerné par l'Académie nationale de médecine.
L'année suivante, il instaure le principe des substances adjuvantes et stimulantes de l'immunité, technique qui permet d'obtenir des sérums plus riches en antitoxines en joignant au vaccin une substance irritante pour les tissus. Dans l'avancement de ses travaux, il applique l'anatoxine tétanique à la prévention du tétanos, chez les animaux domestiques avec Pierre Descombey, puis chez l'homme avec Christian Zoeller.
Toujours avec Christian Zoeller, en 1926, il instaure la méthode des vaccinations associées. Elle consiste à utiliser un vaccin mixte composé d'un vaccin microbien associé à une ou deux anatoxines. On réalise ainsi plusieurs immunisations en une seule injection. Cette technique est à la base de la conception du vaccin diphtérie-tétanos.
Après le décès d'Alexis Prévôt, il est nommé directeur de l'annexe de Garches de l'Institut Pasteur, poste qu'il garde durant 18 ans, jusqu'en 1944.
En 1929 et durant cinq années, il effectue, en collaboration avec Robert Debré, des recherches biologiques et immunologiques concernant la diphtérie et la scarlatine. Son rôle de directeur lui permet d'installer, à l'annexe de Garches, le service de cinématographie scientifique de Jean Comandon, en 1932.
En 1934, Gaston Ramon devient membre titulaire de la Société de biologie, il est élu membre de l'Académie nationale de médecine et nommé membre de la Commission des sérums du ministère de la Santé publique, récemment créée. Parmi les autres membres sont : Charles Broquet, Louis Cruveilhier, Charles Dopter, Robert Debré, René Dujarric de la Rivière, Louis Martin et Gustave Roussy. De cette même année et durant six ans, il succède à Albert Calmette au poste de sous-directeur de l'Institut Pasteur (Paris), alors que Louis Martin en devient le directeur. En 1935, il est nommé membre de la Commission du BCG de l'Institut Pasteur dont le président est Antoine Marfan. Parmi les autres membres : Alfred Boquet, Robert Debré, Camille Guérin, Louis Martin, Léopold Nègre et Benjamin Weill-Hallé. De 1937 à 1940, Gaston Ramon est chargé de coordonner l'ensemble des services assurant la production des sérums et des anatoxines.
En 1938, il fait l'objet d'une campagne de presse animée par Léon Daudet et Philippe Henriot concernant les accidents des vaccinations. À la parution du livre d'Henri Bordeaux « Le remorqueur », des allégations et autres odieuses et scandaleuses interpellations sont faites à la Chambre des députés où Gaston Ramon est traité de criminel dans une certaine presse politique : « Il était à la solde de l'étranger pour faire disparaître les petits Français… ». Les membres de l'Académie de médecine ont souligné l'injustice des accusations contre l'admirable découverte et l'Académie tout entière a applaudi Gaston Ramon.
Entre 1939 et 1940, l'Institut fournit sept millions de doses de sérums et vaccins pour les armées. Durant cette année 1940, Gaston Ramon est nommé, au mois d'avril, à la direction de l'Institut Pasteur, dont André Boivin et Noël Bernard en deviennent les sous-directeurs. Mais le 5 décembre, il démissionne de la direction de l'Institut à la suite dau refus du conseil d'administration de faire appliquer les réformes financières et administratives, Jacques Tréfouël lui succède. L'année suivante, il est nommé directeur honoraire de l'Institut Pasteur et devient le chef du groupement de services immunologie et siège à ce titre au Conseil scientifique.
En 1943, Gaston Ramon est élu membre libre de l'Académie des sciences de Paris. Prix décernés par cette académie : Bréant (1925), général Muteau (1937). L'année suivante, il quitte la direction de l'annexe de Garches, à la demande du comité d'épuration de l'Institut Pasteur, qui lui reproche ses fréquentations de scientifiques allemands durant l'Occupation, Il est remplacé par Édouard Lemétayer.
Gaston Ramon est nommé directeur de recherche de l'Institut national d'hygiène, en 1947. L'année suivante, il quitte ses fonctions à l'Institut Pasteur pour devenir directeur de l'Office international des épizooties, à Paris. En 1958, Gaston Ramon reçoit la médaille d'or du CNRS et prend sa retraite l'année suivante.
Gaston Ramon remet l'épée d'académicien à Robert Debré, le 3 mai 1962, lors d'une cérémonie organisée au Centre international de l'enfance (CIE), en présence de plusieurs personnalités dont Ludwik Rajchman.
Pour la commémoration du 2e centenaire de l'École nationale vétérinaire d'Alfort, La Poste française émet un timbre de 0.25 F à l'effigie de Gaston Ramon,.

## Hommages
- Allée Gaston Ramon à: Villers-lès-Nancy
- Boulevard Gaston Ramon à : Angers, Marseille
- Collège Gaston Ramon à : Audun-le-Roman, Dampierre-sur-Salon, Villeneuve-l'Archevêque
- Ecole maternelle à : Crépy-en-Valois
- Ecole élémentaire à : Moutiers-les-Mauxfaits, Sannois
- Rue Gaston Ramon à : Brest, La Roche-sur-Yon, Lisieux, Marseille, Metz deux fontaines, Saint-Brieuc, Sannois,  Toulouse
- Statue à l'école vétérinaire de Maisons-Alfort [13]
- Timbre poste français en 1967 [14]
- Centre Hospitalier de Sens Gaston Ramon - Sens

## Sources et références

### Archives
- Archives de l'Institut Pasteur - Biographie.
- Gaston Ramon (1886-1963), publié sur le site de l'Histoire de la recherche médicale et en santé publique dans la France du XXe siècle.